# Doron (Name)
Doron (hebräisch דורון) ist ein sowohl männlicher als auch weiblicher Vorname und ein Familienname.

## Namensträger

### Familienname
- Aharon Doron (1922–2016), israelischer Berufssoldat
- Dina Doron (* 1940), israelische Schauspielerin, siehe Dina Doronne
- Eliyahu Bakshi-Doron (1941–2020), sephardischer Oberrabbiner in Israel
- Gideon Doron (1945–2011), israelischer Politiker und Wissenschaftler
- Helen Doron, britische Linguistin und Erzieherin
- Lizzie Doron (* 1953), israelische Schriftstellerin
- Shay Doron (* 1985), israelische Basketballspielerin

### Vorname
- Doron Almog (* 1951), israelischer Generalmajor
- Doron Amit (* 1982), israelischer Schauspieler
- Doron Gazit (* 1955), israelischer Künstler und Umweltaktivist
- Doron Grossman (1956–2005), israelischer Diplomat
- Doron Matalon (* 1993), Miss Israel 2014
- Doron Oren (* 1969), israelischer Sänger
- Doron Rabinovici (* 1961), israelisch-österreichischer Historiker und Schriftsteller
- Doron Sheffer (* 1972), israelischer Basketballspieler
- Doron David Sherwin (* 1962), amerikanischer Zinkenist
- Doron Tavori (* 1952), israelischer Schauspieler und Übersetzer
- Doron Wisotzky (* 1980), deutscher Filmregisseur und Drehbuchautor
- Doron Zeilberger (* 1950), israelischer Mathematiker